# Hillingdon (Londyn)
Hillingdon – dzielnica Londynu, na terenie gminy London Borough of Hillingdon. Hillingdon zostało wspomniane w Domesday Book (1086) jako Hillendone.